# Le Fœil
 Le Fœil (en bretó Ar Fouilh) és un municipi francès, situat a la regió de Bretanya, al departament de Costes del Nord. L'any 1999 tenia 1.124 habitants.

## Demografia
| 1962                                       | 1968 | 1975 | 1982 | 1990 | 1999 |
| ------------------------------------------ | ---- | ---- | ---- | ---- | ---- |
| 857                                        | 884  | 888  | 1084 | 1085 | 1124 |
| Des de 1962: població sense dobles comptes |      |      |      |      |      |

## Administració
| Període | Identitat     | Partit |
| ------- | ------------- | ------ |
| 2001-   | Loïc Le Noane | PCF    |